# Lijst van rijksmonumenten in Maastricht/Weert
Een overzicht van de 8 rijksmonumenten in de stad Maastricht gelegen aan of bij de Weert, rond het landgoed en kasteel Vaeshartelt.
| Object | Oorspronkelijke functie?  | Bouwjaar  | Architect      | Locatie     | Coördinaten?                  | Nr.?   | Afbeelding        |
| --- | ------------------------- | --------- | -------------- | ----------- | ----------------------------- | ------ | ----------------- |
| Vaeshartelt | Kasteel, buitenplaats     | 1739 e.v. |                | Weert 9     | 50° 52' 46" NB, 5° 43' 33" OL | 506108 | Meer afbeeldingen |
| Historische park- en tuinaanleg Vaeshartelt | Tuin, park en plantsoen   | 1996      | Gindra         | Weert bij 9 | 50° 52' 46" NB, 5° 43' 42" OL | 506111 | Meer afbeeldingen |
| Boerderij Vaeshartelt | Boerderij                 | 1996      |                | Weert 9     | 50° 52' 43" NB, 5° 43' 30" OL | 506112 | Meer afbeeldingen |
| Poortwoning Vaeshartelt | Woonhuis                  | 1906      |                | Weert 9     | 50° 52' 46" NB, 5° 43' 33" OL | 506113 | Meer afbeeldingen |
| Inrijpoort Vaeshartelt | Bijgebouwen kastelen enz. | 1996      |                | Weert 9     | 50° 52' 46" NB, 5° 43' 34" OL | 506114 | Meer afbeeldingen |
| Landhuis in eclectische stijl, waarachter dienstgebouwen zijn gesitueerd. Het geheel is gesitueerd op een perceel, waarop de restanten van een parkachtige tuinaanleg. | Woonhuis                  | 1875-1900 |                | Weert 23    | 50° 52' 60" NB, 5° 43' 51" OL | 506734 | Meer afbeeldingen |
| Klein Vaeshartelt | Kasteel, buitenplaats     | 1857      | Wilhelm Wickop | Weert 18    | 50° 52' 56" NB, 5° 43' 53" OL | 506888 | Meer afbeeldingen |
| Dienstwoningen Klein Vaeshartelt | Dienstwoning              | 1899      |                | Weert 20    | 50° 52' 58" NB, 5° 43' 53" OL | 506889 | Meer afbeeldingen |